# Móricz Zsigmond-ösztöndíj

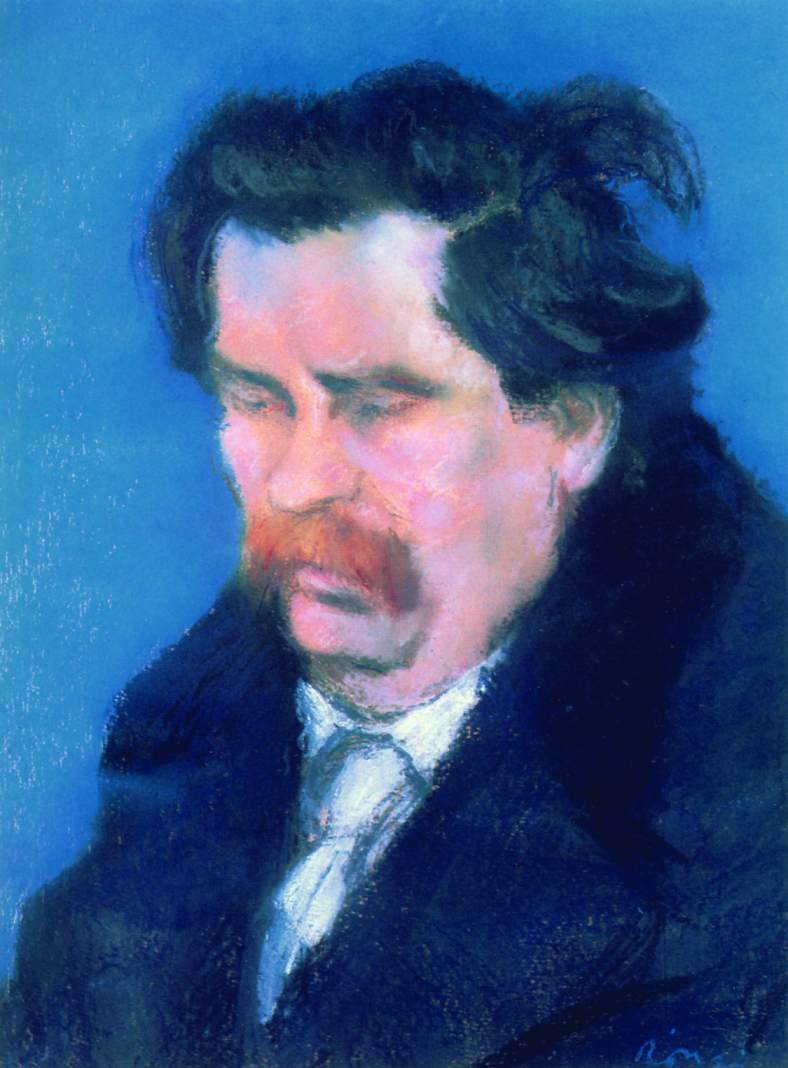
Rippl-Rónai József:
Móricz Zsigmond arcképe

A Móricz Zsigmond-ösztöndíj (Móricz Zsigmond Irodalmi Alkotói Ösztöndíj) irodalmi ösztöndíj, amelyet a Művelődésügyi Minisztérium hozott létre 1973-ban. Újabban az Emberi Erőforrások Minisztériuma megbízásából a Magyar Alkotóművészeti Közhasznú Nonprofit Kft. gondozza és finanszírozza, szakmai lebonyolítója a Petőfi Irodalmi Múzeum.
A cél a fiatal pályakezdők támogatása; a harmincöt évesnél fiatalabb írók, költők, kritikusok, irodalomtörténészek pályázhatnak rá. Az ösztöndíjat egy évre szóló programmal lehet megpályázni, és legfeljebb három alkalommal nyerhető el.
Az ösztöndíj korai díjazottjai között szerepel a kortárs magyar irodalom számos kiemelkedő képviselője: Kiss Anna, Csaplár Vilmos, Temesi Ferenc, Bari Károly, Kántor Péter, Krasznahorkai László. Esterházy Péter így emlékezik vissza a díj első 30 évét feldolgozó antológiában (...Nálunk nélkül a jelen nem létezik): Én a legjobbkor kaptam ezt az ösztöndíjat, ezalatt fejeztem be a Termelési regényt.

## A kuratórium
A szakértői kuratórium a Fiatal Írók Szövetsége, a József Attila Kör, a Magyar Írószövetség, a Szépírók Társasága és 2014-től a Magyar Művészeti Akadémia delegáltjaiból áll.
A kuratórium tagjai 2006-2008-ban: Balla Zsófia, Bednanics Gábor, L. Simon László, Menyhért Anna, Szerbhorváth György, Kovács István.

A kuratórium tagjai 2016-ban: Csepregi János, Erős Kinga, Gaborják Ádám, Horváth Györgyi, Neszlár Sándor, Szilágyi Zsófia, Zsille Gábor.
2018-2019-ben: Varga Betti, Erős Kinga, Nagy Kata, Pollágh Péter, Neszlár Sándor, Visy Beatrix, Zsille Gábor, Sántha Attila , Petőcz András  

## Összege
2006-ban és 2007-ben havi 70 000 Ft.
2008-ban havi 80 000 Ft.
Az ösztöndíj (adózandó) összege havi 100 000 forint.
2018-tól havi 200 000 Ft.